# ریچارد باست
ریچارد باست (به انگلیسی: Richard Bassett) سناتور سابق عضو حزب دموکرات ایالات متحده آمریکا بود. وی در سال ۱۷۸۹ تا ۱۷۹۳ میلادی سناتور ایالت دلاویر در سنای ایالات متحده آمریکا بود.